# Gălășeni, Bihor
Gălășeni este un sat în comuna Măgești din județul Bihor, Crișana, România.

## Obiective turistice
- Rezervația naturală “Peștera Gălășeni” (0,1 ha).

 Acest articol despre o localitate din județul Bihor este deocamdată un ciot. Puteți ajuta Wikipedia prin completarea lui.